# Az Arany Málna díjat átvevők listája

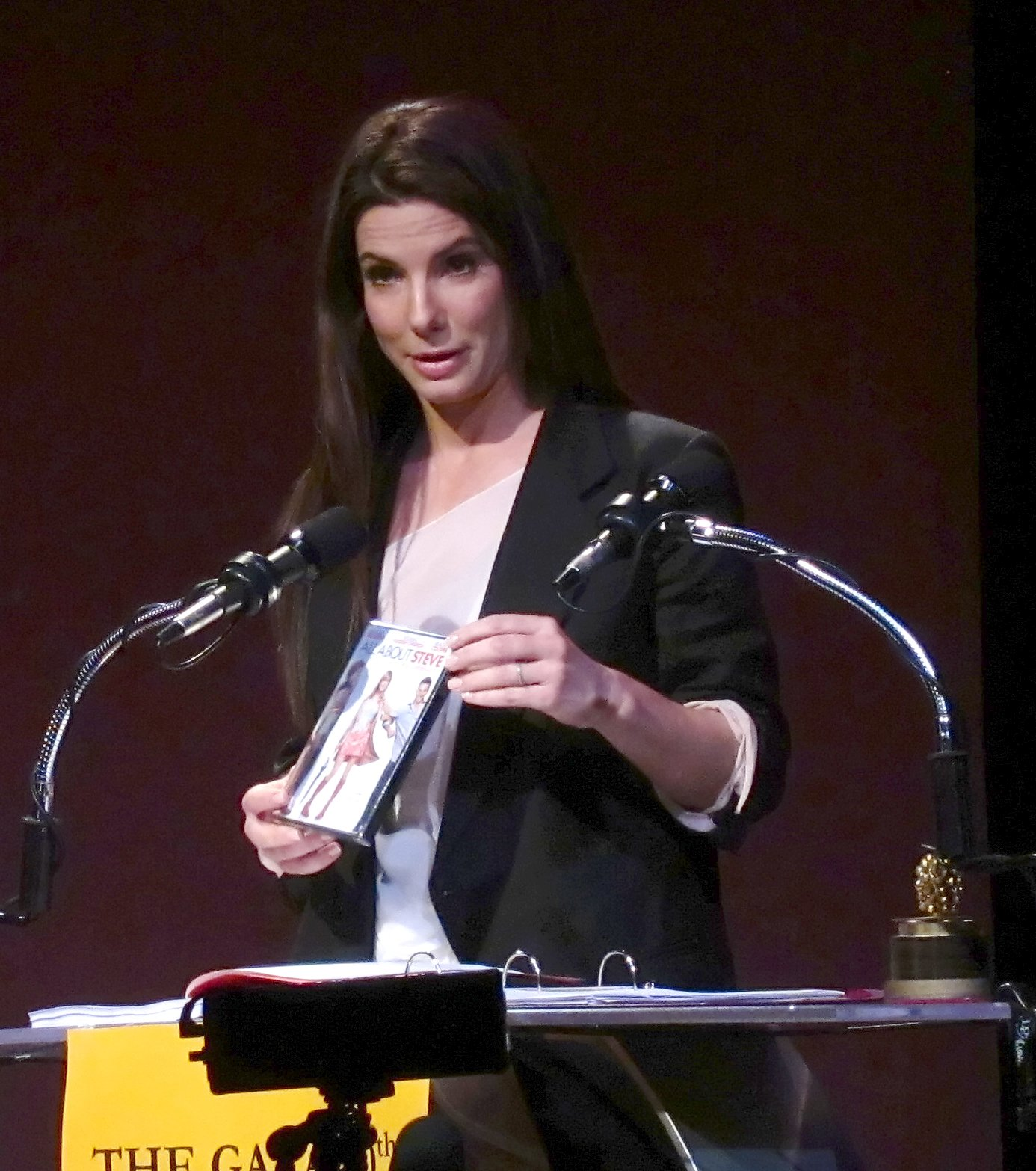
Sandra Bullock átveszi az Arany Málna díjat 2010-ben. Másnap este Oscar-díjat kapott A szív bajnokaiban nyújtott alakításáért.

Az Arany Málna díjat, amelyet A John J. B. Wilson újságíró, publicista alapított 1980-ban, hogy az Oscar-díj ellenpólusaként kipellengérezze az amerikai filmipar legrosszabb alkotásait és alkotóit, az Oscar-ceremónia előtti napon ítélik oda. Noha a díj jellegéből adódóan a legtöbb „nyertes” nem vesz részt a díjakat bejelentő ünnepségeken, nem fogadják el, vagy egyszerűen ignorálják a díjat, akad néhány – többnyire jó humorérzékkel rendelkező – kivétel.
Bill Cosby komikus lett az első, aki 1988-ban elfogadta a Leonard, a titkosügynök akció-vígjátékért neki ítélet díjakat a Fox tévé éjszakai műsorában. Paul Verhoeven holland filmrendező volt az első díjazott, aki elment a díjátadóra, hogy átvegye a trófeákat az 1995-ös Showgirls revüfilmjéért. J. David Shapiro az egyetlen „győztes”, akit két díjkiosztón is díjaztak a Háború a Földön filmjéért: először 2001-ben a legrosszabb forgatókönyv, majd a 2010-ben, „az évtized legrosszabbjai” között a legrosszabb film kategóriában.

## A díjátvevők listája
| Év   | Kép              | Díjazott         | Kategória                                           | Film                                                          | Gálán vette át? | Megjegyzés |
| ---- | ---------------- | ---------------- | --------------------------------------------------- | ------------------------------------------------------------- | --------------- | --- |
| 1988 | Bill Cosby       | Bill Cosby       | Legrosszabb film                                    | Leonard, a titkosügynök                                       | Nem             | Bill Cosby a 8. Arany Málna-gálán kapott „elismerést” a legrosszabb film, a legrosszabb forgatókönyv, és a legrosszabb férfi főszereplő kategóriákban, a Leonard, a titkosügynök vígjátékért, melynek ötletadója, producere és főszereplője volt. Cosby az ünnepségen ugyan nem jelent meg, de egy héttel később – a díj történetében elsőként – átvette mindhárom díjat a Fox tévé The Late Show című éjszakai talk show-jában. Csupán azt kérte, a díjak 24 karátos aranyból és olasz márványból készüljenek. „Miután szóhoz jutottam, mondtam a sajtósomnak: »Szeretném megkapni az Arany Málnámat, és ha nem aranyból lesz, a sajtóhoz fordulok.« A sajtósom visszahívott, és azt mondta, hogy egy kicsit idegesek voltak, mert mint mondták, ők csak egy kis csapat egy szobával. Megpróbáltak visszakozni. Na, de ha fogsz egy nagy nevet és azt mondod rá, hogy a »legrosszabb«, meg kell tenned. Így hát, eljöttek a trófeákkal, és én fogadtam őket a Fox hálózat egyik show-jában. Nagyon szórakoztató volt, mert nem voltak komolyak, és soha nem hívta őket senki, aki Razzie-t kapott.” – nyilatkozta Cosby. Az ő trófeája darabonként 1 dollár 97 centbe került. A Fox végül is elkészíttette a díjat 24 karátos aranyból és olasz márványból; mindez 30 000 dollárba került. |
| 1988 | Bill Cosby       | Bill Cosby       | Legrosszabb férfi főszereplő                        | Leonard, a titkosügynök                                       | Nem             | Bill Cosby a 8. Arany Málna-gálán kapott „elismerést” a legrosszabb film, a legrosszabb forgatókönyv, és a legrosszabb férfi főszereplő kategóriákban, a Leonard, a titkosügynök vígjátékért, melynek ötletadója, producere és főszereplője volt. Cosby az ünnepségen ugyan nem jelent meg, de egy héttel később – a díj történetében elsőként – átvette mindhárom díjat a Fox tévé The Late Show című éjszakai talk show-jában. Csupán azt kérte, a díjak 24 karátos aranyból és olasz márványból készüljenek. „Miután szóhoz jutottam, mondtam a sajtósomnak: »Szeretném megkapni az Arany Málnámat, és ha nem aranyból lesz, a sajtóhoz fordulok.« A sajtósom visszahívott, és azt mondta, hogy egy kicsit idegesek voltak, mert mint mondták, ők csak egy kis csapat egy szobával. Megpróbáltak visszakozni. Na, de ha fogsz egy nagy nevet és azt mondod rá, hogy a »legrosszabb«, meg kell tenned. Így hát, eljöttek a trófeákkal, és én fogadtam őket a Fox hálózat egyik show-jában. Nagyon szórakoztató volt, mert nem voltak komolyak, és soha nem hívta őket senki, aki Razzie-t kapott.” – nyilatkozta Cosby. Az ő trófeája darabonként 1 dollár 97 centbe került. A Fox végül is elkészíttette a díjat 24 karátos aranyból és olasz márványból; mindez 30 000 dollárba került. |
| 1988 | Bill Cosby       | Bill Cosby       | Legrosszabb forgatókönyv                            | Leonard, a titkosügynök                                       | Nem             | Bill Cosby a 8. Arany Málna-gálán kapott „elismerést” a legrosszabb film, a legrosszabb forgatókönyv, és a legrosszabb férfi főszereplő kategóriákban, a Leonard, a titkosügynök vígjátékért, melynek ötletadója, producere és főszereplője volt. Cosby az ünnepségen ugyan nem jelent meg, de egy héttel később – a díj történetében elsőként – átvette mindhárom díjat a Fox tévé The Late Show című éjszakai talk show-jában. Csupán azt kérte, a díjak 24 karátos aranyból és olasz márványból készüljenek. „Miután szóhoz jutottam, mondtam a sajtósomnak: »Szeretném megkapni az Arany Málnámat, és ha nem aranyból lesz, a sajtóhoz fordulok.« A sajtósom visszahívott, és azt mondta, hogy egy kicsit idegesek voltak, mert mint mondták, ők csak egy kis csapat egy szobával. Megpróbáltak visszakozni. Na, de ha fogsz egy nagy nevet és azt mondod rá, hogy a »legrosszabb«, meg kell tenned. Így hát, eljöttek a trófeákkal, és én fogadtam őket a Fox hálózat egyik show-jában. Nagyon szórakoztató volt, mert nem voltak komolyak, és soha nem hívta őket senki, aki Razzie-t kapott.” – nyilatkozta Cosby. Az ő trófeája darabonként 1 dollár 97 centbe került. A Fox végül is elkészíttette a díjat 24 karátos aranyból és olasz márványból; mindez 30 000 dollárba került. |
| 1993 | Tom Selleck      | Tom Selleck      | Legrosszabb férfi mellékszereplő                    | Kolumbusz, a felfedező                                        | Nem             | Tom Selleck elfogadta a legrosszabb férfi mellékszereplő díját a Kolumbusz, a felfedező című, 1992-es angol-amerikai-spanyol koprodukcióban készült kalandfilmben II. Ferdinánd spanyol királyként nyújtott alakításáért. Selleck a Fox tévé The Chevy Chase Show című műsorában viccből kérte, hogy adják is át neki a díjat. Miután az élőadásban Chevy Chase átnyújtotta, Selleck megköszönte, és megkérte a stúdió közönségét, hogy nyugodtan csúfolják ki, azaz „fújjanak neki málnát”. |
| 1993 |                  | Jack Feldman     | Legrosszabb „eredeti” dal                           | Rikkancsok                                                    | Nem             | Jack Feldman 2016-ban kérte az 1993-ban neki ítélt díjat a „High Times, Hard Times” című daláért, ami a Rikkancsok filmmusicalben csendül fel. A trófeát a film színpadi adaptálásáért kapott Tony-díj mellé helyezte. Szerzőtársa, Alan Menken zeneszerző büszkén emlegette Arany Málnáját, főleg azért, mert ugyanazon a héten vehette át a legjobb eredeti filmzenéért odaítélt Oscar-díjat (Aladdin). |
| 1996 | Paul Verhoeven   | Paul Verhoeven   | Legrosszabb rendező                                 | Showgirls                                                     | Igen            | Paul Verhoeven volt az első művész, aki elment a hollywoodi Roosevelt Hotelben tartott díjátadóra, hogy átvegye a díjakat, amelyeket a legrosszabb film legrosszabb rendezőjeként ítéltek meg neki a Showgirls című modern Las Vegas-i meséjéért. A közönség felállva tapsolta meg, amikor a holland filmrendező a trófea átvétele után elmondta, hogy őt mint „beteg és perverz és undorító” valakit üldözték el hazájából, és most boldog, hogy az Amerikai Egyesült Államokba jőve végre díjat nyert. „Amikor Hollandiában filmeket készítettem, a kritika dekadensnek, perverznek és mocskosnak tartotta őket. Erre az Egyesült Államokba költöztem.” - mondta Verhoeven a közönség nevetése közepette. „A legrosszabb dolog történik ma velem. Hét legrosszabbért járó díjat szereztem, és ez jóval szórakoztatóbb volt, mint a szeptemberi értékelések olvasása.” – mondta mosolyogva a közönségnek, a Showgirls kritikáira utalva. |
| 1996 | Paul Verhoeven   | Paul Verhoeven   | Legrosszabb film                                    | Showgirls                                                     | Igen            | Paul Verhoeven volt az első művész, aki elment a hollywoodi Roosevelt Hotelben tartott díjátadóra, hogy átvegye a díjakat, amelyeket a legrosszabb film legrosszabb rendezőjeként ítéltek meg neki a Showgirls című modern Las Vegas-i meséjéért. A közönség felállva tapsolta meg, amikor a holland filmrendező a trófea átvétele után elmondta, hogy őt mint „beteg és perverz és undorító” valakit üldözték el hazájából, és most boldog, hogy az Amerikai Egyesült Államokba jőve végre díjat nyert. „Amikor Hollandiában filmeket készítettem, a kritika dekadensnek, perverznek és mocskosnak tartotta őket. Erre az Egyesült Államokba költöztem.” - mondta Verhoeven a közönség nevetése közepette. „A legrosszabb dolog történik ma velem. Hét legrosszabbért járó díjat szereztem, és ez jóval szórakoztatóbb volt, mint a szeptemberi értékelések olvasása.” – mondta mosolyogva a közönségnek, a Showgirls kritikáira utalva. |
| 1998 |                  | Brian Helgeland  | Legrosszabb forgatókönyv                            | A jövő hírnöke                                                | Nem             | Brian Helgeland 1998-ban elfogadta a legrosszabb forgatókönyvnek ítélt díjat A jövő hírnöke című munkájáért. Helgeland egyébként ugyanazon a hétvégén elnyerte a legjobb adaptált forgatókönyvnek járó Oscar-díjat Szigorúan bizalmas című, James Ellroy azonos című regényéből készült filmdrámáért, így szándéka szerint egymás mellé helyezhette az Oscar-t és a Razzie-t, hogy emlékeztessék „Hollywood korlátokat nem ismerő természetére”. A díjalapító John J. B. Wilson filmkritikus a trófeával felkereste Helgelandot a Warner Bros.-nál lévő Finestkind Productions irodában. Helgeland felolvasta az előre elkészített nyilatkozatát: „Biztos vagyok benne, hogy latinul jobban hangzik, de tényleg jobb nevetségesnek lenni, mint ignoráltnak. A közömbösség, ellenség, és ezzel a Razzie-val a közömbösség le lett győzve. A filmjeim olyanok, mint a gyerekeim, valamiben mindegyik különleges. A jövő hírnöke esetében talán tévelygő szülő voltam, ezért én vagyok a hibás. Szeretném – Scrooge-hoz hasonlóan, amikor meglátta Marley-t –, mindezt egy rosszul megemésztett marhahúsdarabra fogni. Sajnos, a felelősség az én vállamon nyugszik, ezért alázattal és bűnbánattal fogadom ezt a díjat, mindenekelőtt azért a humorérzékért, amellyel adják. Ha valamit megtanultam az 1997-es évtől, az az, hogy nem kell egy filmet túl komolyan venni. Szeretnék köszönetet mondani John Wilsonnak, és várom, hogy eljöjjön az idő, amikor a Razzies-nak lesz saját díjátadó ünnepsége és országos tévéközvetítése. A világ jobb hely lesz, és néhányan még nevetnek is benne.”                                                          |
| 2001 | J. David Shapiro | J. David Shapiro | Legrosszabb forgatókönyv                            | Háború a Földön                                               | Nem             | John Wilson a Háború a Földön forgatókönyvírójának, J.D. Shapiro-nak Mark Ebner rádióműsorában adta át a legrosszabb forgatókönyvért kiosztott díjat. Shapiro megjegyezte, hogy John Travolta a sci-fi „Schindler listájának” nevezte a film szkriptjét. |
| 2002 | Tom Green        | Tom Green        | Legrosszabb férfi főszereplő                        | Eszement Freddy                                               | Igen            | Tom Green 2001-es „sokk-komédiája”, az Eszement Freddy öt kategóriában „nyert” a 22. Arany Málna-gálán: a legrosszabb férfi főszereplő, a legrosszabb rendező, a legrosszabb film, a legrosszabb filmes páros és a legrosszabb forgatókönyv. Szakítva a Razzie-hagyományokkal, Tom Green színész-rendező elfogadta mind az öt Arany Málna díjat. A díjátadóra egy fehér Cadillac-en, szmokingöltönyben érkező művész saját maga kiterítette vörös szőnyegen vonult be a színházba, egy véget nem érő harmonikadallamra. Az Oscar-díj-átadók érzelgős hangulatát parodizálva a következőket mondta: „Azt akarom mondani, hogy nem érdemeltem ki jobban ezt, mint bárki más itt... Istenem, azt akarom mondani, hogy... Nem hiszem el, hogy mindez igaz.” … „Amikor nekikezdtünk a filmnek, egy Razzie-t akartunk nyerni; nos, így számomra ez egy valóra vált álom.” Végül úgy kellett erővel kihúzni a színpadról, mert a díjátvétel közben sem hagyta abba a harmonikázást. |
| 2002 | Tom Green        | Tom Green        | Legrosszabb rendező                                 | Eszement Freddy                                               | Igen            | Tom Green 2001-es „sokk-komédiája”, az Eszement Freddy öt kategóriában „nyert” a 22. Arany Málna-gálán: a legrosszabb férfi főszereplő, a legrosszabb rendező, a legrosszabb film, a legrosszabb filmes páros és a legrosszabb forgatókönyv. Szakítva a Razzie-hagyományokkal, Tom Green színész-rendező elfogadta mind az öt Arany Málna díjat. A díjátadóra egy fehér Cadillac-en, szmokingöltönyben érkező művész saját maga kiterítette vörös szőnyegen vonult be a színházba, egy véget nem érő harmonikadallamra. Az Oscar-díj-átadók érzelgős hangulatát parodizálva a következőket mondta: „Azt akarom mondani, hogy nem érdemeltem ki jobban ezt, mint bárki más itt... Istenem, azt akarom mondani, hogy... Nem hiszem el, hogy mindez igaz.” … „Amikor nekikezdtünk a filmnek, egy Razzie-t akartunk nyerni; nos, így számomra ez egy valóra vált álom.” Végül úgy kellett erővel kihúzni a színpadról, mert a díjátvétel közben sem hagyta abba a harmonikázást. |
| 2002 | Tom Green        | Tom Green        | Legrosszabb film                                    | Eszement Freddy                                               | Igen            | Tom Green 2001-es „sokk-komédiája”, az Eszement Freddy öt kategóriában „nyert” a 22. Arany Málna-gálán: a legrosszabb férfi főszereplő, a legrosszabb rendező, a legrosszabb film, a legrosszabb filmes páros és a legrosszabb forgatókönyv. Szakítva a Razzie-hagyományokkal, Tom Green színész-rendező elfogadta mind az öt Arany Málna díjat. A díjátadóra egy fehér Cadillac-en, szmokingöltönyben érkező művész saját maga kiterítette vörös szőnyegen vonult be a színházba, egy véget nem érő harmonikadallamra. Az Oscar-díj-átadók érzelgős hangulatát parodizálva a következőket mondta: „Azt akarom mondani, hogy nem érdemeltem ki jobban ezt, mint bárki más itt... Istenem, azt akarom mondani, hogy... Nem hiszem el, hogy mindez igaz.” … „Amikor nekikezdtünk a filmnek, egy Razzie-t akartunk nyerni; nos, így számomra ez egy valóra vált álom.” Végül úgy kellett erővel kihúzni a színpadról, mert a díjátvétel közben sem hagyta abba a harmonikázást. |
| 2002 | Tom Green        | Tom Green        | Legrosszabb filmes páros                            | Eszement Freddy                                               | Igen            | Tom Green 2001-es „sokk-komédiája”, az Eszement Freddy öt kategóriában „nyert” a 22. Arany Málna-gálán: a legrosszabb férfi főszereplő, a legrosszabb rendező, a legrosszabb film, a legrosszabb filmes páros és a legrosszabb forgatókönyv. Szakítva a Razzie-hagyományokkal, Tom Green színész-rendező elfogadta mind az öt Arany Málna díjat. A díjátadóra egy fehér Cadillac-en, szmokingöltönyben érkező művész saját maga kiterítette vörös szőnyegen vonult be a színházba, egy véget nem érő harmonikadallamra. Az Oscar-díj-átadók érzelgős hangulatát parodizálva a következőket mondta: „Azt akarom mondani, hogy nem érdemeltem ki jobban ezt, mint bárki más itt... Istenem, azt akarom mondani, hogy... Nem hiszem el, hogy mindez igaz.” … „Amikor nekikezdtünk a filmnek, egy Razzie-t akartunk nyerni; nos, így számomra ez egy valóra vált álom.” Végül úgy kellett erővel kihúzni a színpadról, mert a díjátvétel közben sem hagyta abba a harmonikázást. |
| 2002 | Tom Green        | Tom Green        | Legrosszabb forgatókönyv                            | Eszement Freddy                                               | Igen            | Tom Green 2001-es „sokk-komédiája”, az Eszement Freddy öt kategóriában „nyert” a 22. Arany Málna-gálán: a legrosszabb férfi főszereplő, a legrosszabb rendező, a legrosszabb film, a legrosszabb filmes páros és a legrosszabb forgatókönyv. Szakítva a Razzie-hagyományokkal, Tom Green színész-rendező elfogadta mind az öt Arany Málna díjat. A díjátadóra egy fehér Cadillac-en, szmokingöltönyben érkező művész saját maga kiterítette vörös szőnyegen vonult be a színházba, egy véget nem érő harmonikadallamra. Az Oscar-díj-átadók érzelgős hangulatát parodizálva a következőket mondta: „Azt akarom mondani, hogy nem érdemeltem ki jobban ezt, mint bárki más itt... Istenem, azt akarom mondani, hogy... Nem hiszem el, hogy mindez igaz.” … „Amikor nekikezdtünk a filmnek, egy Razzie-t akartunk nyerni; nos, így számomra ez egy valóra vált álom.” Végül úgy kellett erővel kihúzni a színpadról, mert a díjátvétel közben sem hagyta abba a harmonikázást. |
| 2004 | Ben Affleck      | Ben Affleck      | Legrosszabb férfi főszereplő                        | Gengszter románc                                              | Nem             | A 24. Arany Málna-gálán Ben Affleck három filmjével érdemelte ki a Legrosszabb férfi főszereplő díjat: Gengszter románc, Daredevil – A fenegyerek és A felejtés bére. 2004 március elején Affleck viccből elpanaszolta a rádióban, hogy „átverték”, mert nem kapta meg a legrosszabb színész trófeáját. Azt mondta, legalább egy „zsáknyi aranyszőlőt” kellett volna kapnia.. 2014. március 16-án Affleck bemutatta a trófeáját a CNN Larry King Live című élő műsorában. „Ez egy kicsit olcsó” – mondta és nekilátott széthúzni a trófeát, ami eltörött. Az Arany Málna Alapítvány feltette a sérült trófeát az eBay-re, ahol a licit a kezdeti 4,89 dollárról 24 órán belül 967,97 dollárra emelkedett. „Ez egy klasszikus élethelyzet, amelyben citromot kapunk, mi pedig megfordulunk és limonádét készítünk. Ebben az esetben a málna-limonádét.” – mondta John J. B. Wilson. A trófea értékesítéséből befolyt összeget az Ivar Színház bérlésére használták fel a 2005-ös díjátadó számára. |
| 2004 | Ben Affleck      | Ben Affleck      | Legrosszabb férfi főszereplő                        | Daredevil – A fenegyerek                                      | Nem             | A 24. Arany Málna-gálán Ben Affleck három filmjével érdemelte ki a Legrosszabb férfi főszereplő díjat: Gengszter románc, Daredevil – A fenegyerek és A felejtés bére. 2004 március elején Affleck viccből elpanaszolta a rádióban, hogy „átverték”, mert nem kapta meg a legrosszabb színész trófeáját. Azt mondta, legalább egy „zsáknyi aranyszőlőt” kellett volna kapnia.. 2014. március 16-án Affleck bemutatta a trófeáját a CNN Larry King Live című élő műsorában. „Ez egy kicsit olcsó” – mondta és nekilátott széthúzni a trófeát, ami eltörött. Az Arany Málna Alapítvány feltette a sérült trófeát az eBay-re, ahol a licit a kezdeti 4,89 dollárról 24 órán belül 967,97 dollárra emelkedett. „Ez egy klasszikus élethelyzet, amelyben citromot kapunk, mi pedig megfordulunk és limonádét készítünk. Ebben az esetben a málna-limonádét.” – mondta John J. B. Wilson. A trófea értékesítéséből befolyt összeget az Ivar Színház bérlésére használták fel a 2005-ös díjátadó számára. |
| 2004 | Ben Affleck      | Ben Affleck      | Legrosszabb férfi főszereplő                        | A felejtés bére                                               | Nem             | A 24. Arany Málna-gálán Ben Affleck három filmjével érdemelte ki a Legrosszabb férfi főszereplő díjat: Gengszter románc, Daredevil – A fenegyerek és A felejtés bére. 2004 március elején Affleck viccből elpanaszolta a rádióban, hogy „átverték”, mert nem kapta meg a legrosszabb színész trófeáját. Azt mondta, legalább egy „zsáknyi aranyszőlőt” kellett volna kapnia.. 2014. március 16-án Affleck bemutatta a trófeáját a CNN Larry King Live című élő műsorában. „Ez egy kicsit olcsó” – mondta és nekilátott széthúzni a trófeát, ami eltörött. Az Arany Málna Alapítvány feltette a sérült trófeát az eBay-re, ahol a licit a kezdeti 4,89 dollárról 24 órán belül 967,97 dollárra emelkedett. „Ez egy klasszikus élethelyzet, amelyben citromot kapunk, mi pedig megfordulunk és limonádét készítünk. Ebben az esetben a málna-limonádét.” – mondta John J. B. Wilson. A trófea értékesítéséből befolyt összeget az Ivar Színház bérlésére használták fel a 2005-ös díjátadó számára. |
| 2005 | Halle Berry      | Halle Berry      | Legrosszabb női főszereplő                          | A Macskanő                                                    | Igen            | A Macskanő több díjat is „kiérdemelt” 2004-ben a 25. Arany Málna-díjkiosztón, így a legrosszabb film, legrosszabb rendező, legrosszabb női főszereplő és legrosszabb forgatókönyv. Halle Berry elfogadta és személyesen vette át a díjat. Egyik kezében a Szörnyek keringője című filmben nyújtott alakításáért kapott Oscar-díjat, másikban a frissen kapott Razziet szorongatva a közel 8 perces beszédében Berry a következőket mondta a közönségnek: „Nagyon szépen köszönöm. Az életemben soha nem gondoltam, hogy itt leszek.” Parodizálva az akadémia díj elnyerésekor mondottakat, kifejtette, hogy „Csak az voltam, ami a karrieremhez kellett – voltam a csúcson, és most lent vagyok”, majd köszönetet mondott a film rendezőjének és menedzserének: „Annyira szeret engem, hogy meggyőz a projektek végigviteléről, még akkor is, ha tudja, hogy szar.” Beszéde végén hozzátette: „Ha nem tudsz jó vesztes lenni, akkor jó győztes sem lehetsz.” Nem sokkal később, John Wilson kiadott egy sajtónyilatkozatot, melyben dicsérte Halle Berry más filmekben nyújtott alakításait, és kijelentette: várakozással tekint Berry Oscarhoz méltó jövőbeni teljesítményei elé. A társ-forgatókönyvíró Michael Ferris ugyancsak átvette a díjat. Beszédében megköszönte az Arany Málna Alapítványnak, hogy lökést adott A Macskanő DVD-eladásának. Az 1960-as évek végi Batman televíziós sorozatban Macskanőt alakító Julie Newmart bízták meg, hogy vegye át ennek az alkotásnak a legrosszabb filmként kapott díját, aki azonban gyorsan kifejtette: eddig ő volt a „legjobb Macskanő”.                                                            |
| 2005 |                  | Michael Ferris   | Legrosszabb forgatókönyv                            | A Macskanő                                                    | Igen            | A Macskanő több díjat is „kiérdemelt” 2004-ben a 25. Arany Málna-díjkiosztón, így a legrosszabb film, legrosszabb rendező, legrosszabb női főszereplő és legrosszabb forgatókönyv. Halle Berry elfogadta és személyesen vette át a díjat. Egyik kezében a Szörnyek keringője című filmben nyújtott alakításáért kapott Oscar-díjat, másikban a frissen kapott Razziet szorongatva a közel 8 perces beszédében Berry a következőket mondta a közönségnek: „Nagyon szépen köszönöm. Az életemben soha nem gondoltam, hogy itt leszek.” Parodizálva az akadémia díj elnyerésekor mondottakat, kifejtette, hogy „Csak az voltam, ami a karrieremhez kellett – voltam a csúcson, és most lent vagyok”, majd köszönetet mondott a film rendezőjének és menedzserének: „Annyira szeret engem, hogy meggyőz a projektek végigviteléről, még akkor is, ha tudja, hogy szar.” Beszéde végén hozzátette: „Ha nem tudsz jó vesztes lenni, akkor jó győztes sem lehetsz.” Nem sokkal később, John Wilson kiadott egy sajtónyilatkozatot, melyben dicsérte Halle Berry más filmekben nyújtott alakításait, és kijelentette: várakozással tekint Berry Oscarhoz méltó jövőbeni teljesítményei elé. A társ-forgatókönyvíró Michael Ferris ugyancsak átvette a díjat. Beszédében megköszönte az Arany Málna Alapítványnak, hogy lökést adott A Macskanő DVD-eladásának. Az 1960-as évek végi Batman televíziós sorozatban Macskanőt alakító Julie Newmart bízták meg, hogy vegye át ennek az alkotásnak a legrosszabb filmként kapott díját, aki azonban gyorsan kifejtette: eddig ő volt a „legjobb Macskanő”.                                                            |
| 2010 | Sandra Bullock   | Sandra Bullock   | Legrosszabb női főszereplő                          | Ő a megoldás                                                  | Igen            | Miután Sandra Bullock megtudta, hogy az Ő a megoldás főszerepéért a legrosszabb színésznőnek jelölték, jelezte, hogy át akarja venni a díjat. Végül is „megnyerte” és elment a díjkiosztóra, hogy átvegye a legrosszabb női főszereplő és a legrosszabb filmes páros trófeáit. A színpadra bevonulva egy kis piros kocsit húzott maga után, tele DVD-vel, hogy a mintegy 300 fős közönség minden tagját megajándékozhassa az Ő a megoldás egy példányával. A jó humorérzékkel megáldott színésznő felemlítve, hogy miután korábban megígérte, ha ő nyeri a díjat, azt személyesen fogja átvenni, az Arany Málna szavazói külön szavaztak arról, hogy vajon valóban elmegy-e a díjkiosztóra, a következőket mondta: "És én nem tudtam, hogy Hollywoodban, az embernek csak annyit kell tennie, hogy azt mondja, meg akarok jelenni a gálán, és akkor megkapja a díjat. Ha tudtam volna, már régen mondtam volna, hogy megjelenek az Oscaron. Bullock azt is elmondta, hogy a Bradley Cooperrel való legrosszabb filmes páros díja megmutatta, hogy a szavazók meg sem nézték a filmet, mivel az egy orvvadászról szól, és „ez nem igazán jó kiindulóalap egy szerető pár létrejöttéhez”. Végül elárulta, hogy a díjátvételre Jeffrey Katzenberg karitatív vacsoráról szökött el, és a lehető leghamarabb vissza kell jutnia, „mert tudjátok, ő Jeffrey Katzenberg és alapból megakadályozhatja, hogy újra dolgozzam.” John Wilson kijelentette, hogy a teljesítménye sokkal jobb volt, mint az, amit a DVD-n lát. Másnap este, a 82. Oscar-gálán, A szív bajnokaiban nyújtott alakításáért Bullock átvehette a legjobb női főszereplőnek járó Oscar-díjat. |
| 2010 | Sandra Bullock   | Sandra Bullock   | Legrosszabb filmes páros                            | Ő a megoldás                                                  | Igen            | Miután Sandra Bullock megtudta, hogy az Ő a megoldás főszerepéért a legrosszabb színésznőnek jelölték, jelezte, hogy át akarja venni a díjat. Végül is „megnyerte” és elment a díjkiosztóra, hogy átvegye a legrosszabb női főszereplő és a legrosszabb filmes páros trófeáit. A színpadra bevonulva egy kis piros kocsit húzott maga után, tele DVD-vel, hogy a mintegy 300 fős közönség minden tagját megajándékozhassa az Ő a megoldás egy példányával. A jó humorérzékkel megáldott színésznő felemlítve, hogy miután korábban megígérte, ha ő nyeri a díjat, azt személyesen fogja átvenni, az Arany Málna szavazói külön szavaztak arról, hogy vajon valóban elmegy-e a díjkiosztóra, a következőket mondta: "És én nem tudtam, hogy Hollywoodban, az embernek csak annyit kell tennie, hogy azt mondja, meg akarok jelenni a gálán, és akkor megkapja a díjat. Ha tudtam volna, már régen mondtam volna, hogy megjelenek az Oscaron. Bullock azt is elmondta, hogy a Bradley Cooperrel való legrosszabb filmes páros díja megmutatta, hogy a szavazók meg sem nézték a filmet, mivel az egy orvvadászról szól, és „ez nem igazán jó kiindulóalap egy szerető pár létrejöttéhez”. Végül elárulta, hogy a díjátvételre Jeffrey Katzenberg karitatív vacsoráról szökött el, és a lehető leghamarabb vissza kell jutnia, „mert tudjátok, ő Jeffrey Katzenberg és alapból megakadályozhatja, hogy újra dolgozzam.” John Wilson kijelentette, hogy a teljesítménye sokkal jobb volt, mint az, amit a DVD-n lát. Másnap este, a 82. Oscar-gálán, A szív bajnokaiban nyújtott alakításáért Bullock átvehette a legjobb női főszereplőnek járó Oscar-díjat. |
| 2010 | J. David Shapiro | J. David Shapiro | Az évtized legrosszabb filmje                       | Háború a Földön                                               | Igen            | 2010-ben Shapiro megjelent a 30. Arany Málna-gálán, hogy átvegye a Háború a Földön (Battlefield Earth) díját, amelyet az évtized legrosszabb filmjeként „érdemelt ki”. Beszédében még a The New York Times kritikáját is idézte, miszerint „a Háború a Földön az emberi faj kipusztulásáról szól, és miután megnéztem ezt a filmet, mindent meg is tettem érte”. |
| 2011 | David Eigenberg  | David Eigenberg  | Legrosszabb filmes páros/szereplőgárda              | Szex és New York 2.                                           | Nem             | Az ünnepség után Eigenberg érdeklődött a díj átvételét illetően; John Wilson szerint: „Azt mondta, hogy soha semmiféle díjat nem nyert még, és ha ez olyan, amit ő nyert, elfogadja.” Eigenberg ezután együttműködött Wilsonnal, hogy elkészülhessen az a humoros díjelfogadó videó, amelyet az Arany Málna díj YouTube-csatornáján tettek közzé. |
| 2016 | Jamie Dornan     | Jamie Dornan     | Legrosszabb férfi főszereplő                        | A szürke ötven árnyalata                                      | Nem             | Jamie Dornan nem volt jelen A szürke ötven árnyalatáért neki ítélt két díj kihirdetésekor, így nem fogadhatta a „megtiszteltetést”, de örült volna neki. „Haver, ha meghívtak volna, ott lettem volna” - mondta 2018 februárjában Conan O'Brien-nek egy talk show során, amit Az ötven árnyalat-trilógia befejező darabjának promóciója végett készítettek. - „Nyertem egyet, de nem kaptam meghívást”. Végül O'Brien odaadta neki a trófeát, ám amikor Dorman megvizsgálta, az szétesett, szerencsére sikerült gyorsan összeraknia. |
| 2016 | Jamie Dornan     | Jamie Dornan     | Legrosszabb filmes páros (Dakota Johnsonnal)        | A szürke ötven árnyalata                                      | Nem             | Jamie Dornan nem volt jelen A szürke ötven árnyalatáért neki ítélt két díj kihirdetésekor, így nem fogadhatta a „megtiszteltetést”, de örült volna neki. „Haver, ha meghívtak volna, ott lettem volna” - mondta 2018 februárjában Conan O'Brien-nek egy talk show során, amit Az ötven árnyalat-trilógia befejező darabjának promóciója végett készítettek. - „Nyertem egyet, de nem kaptam meghívást”. Végül O'Brien odaadta neki a trófeát, ám amikor Dorman megvizsgálta, az szétesett, szerencsére sikerült gyorsan összeraknia. |
| 2017 | Dinesh D'Souza   | Dinesh D'Souza   | Legrosszabb film                                    | Hillary's America: The Secret History of the Democratic Party | Nem             | Dinesh D'Souza a 37. Arany Málna-díjátadón kapott díjat a legrosszabb film, a legrosszabb rendező és a legrosszabb férfi főszereplő kategóriában, a 2016-os Hillary's America: The Secret History of the Democratic Party című dokumentumfilmjéért. A díjnyerteseket kihirdető videóban háromszor is feltűnve elfogadja a filmjéért kapott Arany Málnákat. D'Souza viccesen kijelentette: „Azért adjátok nekem, mert nagyon idegesek vagytok amiatt, hogy Trump nyert. Nem tettétek magatokat túl rajta, valószínűleg soha nem is fogjátok” és „Ez a fajta díj valójában jót tesz a karrieremnek.” „Nézzétek, ha egy Oscar-t kaptam volna, kész lennék. Nem tudtam más filmet készíteni, a közönségem meg nem akar mutatkozni. Azt gondolhatták volna, hogy egy lennék közületek.” Végül segít a videót befejezni, mondván: „Razzie-t nyerni, srácaitokkal inzultálni engem? Ez abszolút fantasztikus. Közönségem szereti azt a tényt, hogy utáltok engem. Köszönöm.” |
| 2017 | Dinesh D'Souza   | Dinesh D'Souza   | Legrosszabb férfi főszereplő                        | Hillary's America: The Secret History of the Democratic Party | Nem             | Dinesh D'Souza a 37. Arany Málna-díjátadón kapott díjat a legrosszabb film, a legrosszabb rendező és a legrosszabb férfi főszereplő kategóriában, a 2016-os Hillary's America: The Secret History of the Democratic Party című dokumentumfilmjéért. A díjnyerteseket kihirdető videóban háromszor is feltűnve elfogadja a filmjéért kapott Arany Málnákat. D'Souza viccesen kijelentette: „Azért adjátok nekem, mert nagyon idegesek vagytok amiatt, hogy Trump nyert. Nem tettétek magatokat túl rajta, valószínűleg soha nem is fogjátok” és „Ez a fajta díj valójában jót tesz a karrieremnek.” „Nézzétek, ha egy Oscar-t kaptam volna, kész lennék. Nem tudtam más filmet készíteni, a közönségem meg nem akar mutatkozni. Azt gondolhatták volna, hogy egy lennék közületek.” Végül segít a videót befejezni, mondván: „Razzie-t nyerni, srácaitokkal inzultálni engem? Ez abszolút fantasztikus. Közönségem szereti azt a tényt, hogy utáltok engem. Köszönöm.” |
| 2017 | Dinesh D'Souza   | Dinesh D'Souza   | Legrosszabb rendező                                 | Hillary's America: The Secret History of the Democratic Party | Nem             | Dinesh D'Souza a 37. Arany Málna-díjátadón kapott díjat a legrosszabb film, a legrosszabb rendező és a legrosszabb férfi főszereplő kategóriában, a 2016-os Hillary's America: The Secret History of the Democratic Party című dokumentumfilmjéért. A díjnyerteseket kihirdető videóban háromszor is feltűnve elfogadja a filmjéért kapott Arany Málnákat. D'Souza viccesen kijelentette: „Azért adjátok nekem, mert nagyon idegesek vagytok amiatt, hogy Trump nyert. Nem tettétek magatokat túl rajta, valószínűleg soha nem is fogjátok” és „Ez a fajta díj valójában jót tesz a karrieremnek.” „Nézzétek, ha egy Oscar-t kaptam volna, kész lennék. Nem tudtam más filmet készíteni, a közönségem meg nem akar mutatkozni. Azt gondolhatták volna, hogy egy lennék közületek.” Végül segít a videót befejezni, mondván: „Razzie-t nyerni, srácaitokkal inzultálni engem? Ez abszolút fantasztikus. Közönségem szereti azt a tényt, hogy utáltok engem. Köszönöm.” |
| 2018 | Dwayne Johnson   | Dwayne Johnson   | „Razzie-jelölt, tehát rothadt, amúgy meg szerették” | Baywatch                                                      | Nem             | A 38. díjkiosztón a Baywatch című akcióvígjátékot egy különleges díjjal jutalmazták a Rotten Tomatoes olvasói segítségével, akik az Arany Málna díjra javasolt legrosszabb filmek listájáról szavazhattak arra az alkotásra, amely – tekintettel arra, hogy a kritikusok is tévedhetnek – a közönség által legkevésbé elutasított film. A 38 140 olvasó 44,2%-a úgy döntött, hogy az „elismerést” a 18%-os tetszési indexű Baywatch érdemelte ki. A díjazás másnapján Dwayne Johnson a film főszereplője és egyik ügyvezető producere közzétett a Twitteren egy videót, hogy örömmel elfogadja a díjat. |

## Fordítás
- Ez a szócikk részben vagy egészben a List of people who have accepted Golden Raspberry Awards című angol Wikipédia-szócikk ezen változatának fordításán alapul.  Az eredeti cikk szerkesztőit annak laptörténete sorolja fel. Ez a jelzés csupán a megfogalmazás eredetét és a szerzői jogokat jelzi, nem szolgál a cikkben szereplő információk forrásmegjelöléseként.